# ブラックウォーター (アルバム)
『ブラックウォーター』（Blackwater）は、アルタンの1996年にリリースされたスタジオ・アルバム。ヴァージン・レコードから（日本では6月26日に東芝EMIから）発売。

## 収録曲
1. ジョニー・ボイルズ～キング・オブ・ザ・パイパーズ - "Johnny Boyle's/King of the Pipers" – 3:30
2. ダーク・ヘアード・ラス～ヒディー・フロム・マックロス～ジョーン・マクガイアーズ - "Dark Haired Lass/Biddy from Muckross/Sean Maguire's" – 2:51
3. 大事な、大事な、愛するあなた - "Stór a Stór a Ghrá" – 2:51
4. ストラスペイ～コン・マクギンリーズ～ザ・ニューファウンドランド - "Strathspey/Con Mcginley's/The Newfoundland Reel" – 3:11
5. 私は目を覚ます - "I Am Awake" – 4:08
6. 大きな男の子～バンカー・ヒル～しげみの中の犬たち - "An Gasúr Mór/Bunker Hill/Dogs Among the Bushes" – 2:36
7. 縮れ毛のモリー - "Molly Na gCuach Ní Chuilleanáin" – 4:57
8. ジェニー・ピッキング・コックルス～フェアウェル・トゥ・レイトリム～ジョン・ドーティーズ - "Jenny Picking Cockles/Farewell to Leitrim/John Doherty's" – 2:41
9. 白い岩のふちにて - "Ar Bhruach Na Carbaige Báine" – 2:38
10. みつばちのダンス - "The Dance of the Honey Bees" – 3:24
11. ブラックウォーターサイド - "Blackwaterside" – 3:43
12. フランキーに捧げる曲 - "A Tune for Frankie" – 3:25

## パーソネル

### アルタン
- マレード・ニ・ウィニー (Mairéad Ní Mhaonaigh) - フィドル、ボーカル
- キーラン・トゥーリッシュ (Ciarán Tourish) - フィドル、ホイッスル、バック・ボーカル
- ダーモット・バーン (Dermot Byrne) - アコーディオン、メロディオン
- キーラン・クラン (Ciarán Curran) - ブズーキ
- マーク・ケリー (Mark Kelly) - ギター、バック・ボーカル
- ダヒー・スプロール (Dáithí Sproule) - ギター、バック・ボーカル

### ゲスト・ミュージシャン
- スティーヴ・クーニー (Steve Cooney) - ダブルベース (7, 9, 10, 12)、バック・ボーカル (3, 7)
- コナン・ドイル (Conan Doyle) - バック・ボーカル (3)
- ジミー・ヒギンス (Jimmy Higgins) - バウロン (1, 3, 5)、ドゥンベック (8)、スネアドラム (7)、ウッドブロック (9)、クレイ・ドラム (3)
- ドーナル・ラニー (Dónal Lunny) - バウロン (4, 7, 9, 12)、キーボード (5, 7, 9, 12)
- モレート・二・ゴーナル (Maighréad Ní Dhomhnaill) - バック・ボーカル (3)
- トゥリーナ・ニ・ゴーナル (Tríona Ní Dhomhnaill) - バック・ボーカル (3)、ピアノ (11)
- アンナ・ニ・ウィニー (Anna Ní Mhaonaigh) - バック・ボーカル (7)
- ブレンダン・パワー (Brendan Power) -  ハーモニカ (3, 7, 9)
- 弦楽四重奏:
  - マイレ・ブリーチナッハ (Máire Breatnach) - ヴィオラ
  - アネット・クリアリー (Annette Cleary) - チェロ
  - デヴィッド・ジェームス (David James) - チェロ
  - トミー・ケイン (Tommy Kane) - ヴァイオリン